# Luigi Durand de la Penne (D 560)
«Луїджі Дюран де ла Пенне» (італ. Luigi Durand de la Penne (D 560)) — ескадрених міноносців  з керованим ракетним озброєнням однойменного типу  ВМС Італії 1980-х років

## Історія створення
Есмінець «Луїджі Дюран де ла Пенне» був закладений 20 січня 1988 року на верфі «Cantiere navale di Riva Trigoso» в Сестрі-Леванте під назвою «Анімозо» (італ. Animoso), на честь міноносця часів Другої світової війни типу «Чіклоне». 
Спущений на воду 20 жовтня 1989 року. У 1992 році, після смерті  італійського адмірала та політика Луїджі Дюрана де ла Пенне, перейменований на його честь.
Вступив у стрій 18 березня 1993 року.

## Історія служби
Після вступу у стрій протягом 1996-1997 років есмінець разом із фрегатом «Берсальєре» здійснив навколосвітнє плавання, пройшовши 46 000 миль і здійснивши заходи у 35 портів в 23 країнах.
З січня по 17 червня 2002 року брав участь в операції «Нескорена свобода»
Влітку 2006 року брав участь в евакуації цивільних громадян різних країн з Бейруту в Ларнаку на Кіпрі в рамках операції «Mimosa 06».
У грудні 2014 року брав участь в рятувальній операції під час пожежі на поромі MS Norman Atlantic.
Есмінець «Луїджі Дюран де ла Пенне» був включений до складу з'єднання «Standing Nato Maritime Group 2 (SNMG2)», яке підпорядковане Об'єднаному командуванню ОЗС НАТО Неаполь і є частиною Сил швидкого реагування (англ. NATO Reaction Forces, NRF).